# Departamento de Sonsón
El departamento de Sonsón es un extinto departamento de Colombia. Fue creado el 5 de agosto de 1908 y perduró hasta el 1 de enero de 1910, siendo parte de las reformas administrativas del presidente de la república Rafael Reyes respecto a división territorial. El departamento duró poco, pues Reyes fue depuesto en 1909 y todas sus medidas revertidas a finales del mismo año, por lo cual las 34 entidades territoriales creadas en 1908 fueron suprimidas y el país recobró la división política vigente en 1905, desapareciendo entonces Sonsón como departamento y siendo reunificado el departamento de Antioquia.

## División territorial

Departamentos en los cuales fue subdividida Antioquia en 1908. Sonsón en color amarillo.

El departamento estaba conformado por las provincias antioqueñas de Oriente y Aures.
Los municipios que conformaban el departamento eran los siguientes, de acuerdo al decreto 916 del 31 de agosto del año 1908:
- Provincia de Aures: Sonsón (capital), Abejorral, La Ceja y Santa Bárbara.

- Provincia de Oriente: Marinilla (capital), Carmen, Cocorná, Guatapé, Peñol, Rionegro, San Carlos, San Luis, San Rafael, Santuario, San Vicente, Granada y Alejandría.